# 文中
文中 (ぶんちゅう、旧字体：文󠄁中)は、日本の南北朝時代の元号の一つ。南朝方で使用された。建徳の後、天授の前。1372年から1375年までの期間を指す。この時代の天皇は、南朝方が長慶天皇、北朝方が後円融天皇。室町幕府将軍は足利義満。

## 改元
- 建徳3年4月（ユリウス暦1372年5月）[1] 改元、災異によるか
- 文中4年5月27日（ユリウス暦1375年6月26日） 天授に改元

## 文中年間の出来事
※ 南朝関係に限る。
元年（1372年）
- 8月12日 - 九州探題今川了俊が征西将軍懐良親王の大宰府（征西府）を陥落する。
- 月日不明 - 北畠顕能が従一位右大臣に叙任されるという。
- 月日不明 - 南軍が肥前高来郡に蜂起し、今川了俊が田原氏能をしてこれを撃たせる。

2年（1373年）
- 2月14日 - 菊池武政・武安らが筑後川を渡り、肥前本折城を攻撃する。
- 8月2日 - 長慶天皇が弟の東宮熙成親王に譲位したとの風聞あり（『花営三代記』）。
- 8月10日 - 長慶天皇が北軍の攻撃を受け、行宮を河内天野から吉野へ移す。

3年（1374年）
- 8月17日 - 吉野行宮が焼亡するという（正平20年とする説は誤りか）。
- 9月17日 - 菊池武朝が高良山の陣を撤収し、懐良親王らを奉じて肥後隈部城に帰る。
- 11月25日〜26日 - 田原氏能・三河義匡らが肥後小島で南軍と交戦して破る。
- この冬 - 宗良親王が信濃大河原から吉野に入る。
- この冬 - 懐良親王が征西将軍職を若宮（良成親王か）に譲る（翌年夏とする説もある）。

4年（1375年）
- 月日不明（1月とも） - 『五十番歌合』が催される。
- 4月8日 - 今川了俊が肥後日岡に布陣する。菊池武朝と対陣すること1か月に及ぶも交戦せず。

### 誕生
3年（1374年）
- この頃 - 海門承朝、臨済宗僧・長慶天皇の皇子（+ 嘉吉3年）

### 死去
元年（1372年）
- 4月11日 - 洞院実守、公卿（* 正和3年）

2年（1373年）
- 8月10日 - 四条隆俊（隆保とも）、公卿・武将
- 11月16日 - 菊池武光、菊池氏の第15代当主（* 元応元年？）
- 12月18日 - 二条為忠、公卿・歌人（* 延慶2年）

3年（1374年）
- 4月28日か29日 - 小島法師、『太平記』作者に擬せられる人物
- 5月26日 - 菊池武政、菊池氏の第16代当主（* 興国3年）

## 西暦との対照表
※は小の月を示す。
| 文中元年（壬子） | 一月※     | 二月  | 三月※ | 四月※ | 五月  | 六月※ | 七月※ | 八月  | 九月※ | 十月  | 十一月  | 十二月   |           |
| 応安五年         | 一月※     | 二月  | 三月※ | 四月※ | 五月  | 六月※ | 七月※ | 八月  | 九月※ | 十月  | 十一月  | 十二月   |           |
| ---------------- | --------- | ----- | ----- | ----- | ----- | ----- | ----- | ----- | ----- | ----- | ------- | -------- | --------- |
| ユリウス暦       | 1372/2/6  | 3/6   | 4/5   | 5/4   | 6/2   | 7/2   | 7/31  | 8/29  | 9/28  | 10/27 | 11/26   | 12/26    |           |
| 文中二年（癸丑） | 一月※     | 二月  | 三月  | 四月※ | 五月※ | 六月  | 七月※ | 八月※ | 九月  | 十月※ | 閏十月※ | 十一月   | 十二月    |
| 応安六年         | 一月※     | 二月  | 三月  | 四月※ | 五月※ | 六月  | 七月※ | 八月※ | 九月  | 十月※ | 閏十月※ | 十一月   | 十二月    |
| ユリウス暦       | 1373/1/25 | 2/23  | 3/25  | 4/24  | 5/23  | 6/21  | 7/21  | 8/19  | 9/17  | 10/17 | 11/15   | 12/14    | 1374/1/13 |
| 文中三年（甲寅） | 一月      | 二月※ | 三月  | 四月  | 五月※ | 六月  | 七月※ | 八月※ | 九月  | 十月※ | 十一月  | 十二月   |           |
| 応安七年         | 一月      | 二月※ | 三月  | 四月  | 五月※ | 六月  | 七月※ | 八月※ | 九月  | 十月※ | 十一月  | 十二月   |           |
| ユリウス暦       | 1374/2/12 | 3/14  | 4/12  | 5/12  | 6/11  | 7/10  | 8/9   | 9/7   | 10/6  | 11/5  | 12/4    | 1375/1/3 |           |
| 文中四年（乙卯） | 一月※     | 二月  | 三月  | 四月※ | 五月  | 六月※ | 七月  | 八月※ | 九月  | 十月※ | 十一月※ | 十二月   |           |
| 永和元年         | 一月※     | 二月  | 三月  | 四月※ | 五月  | 六月※ | 七月  | 八月※ | 九月  | 十月※ | 十一月※ | 十二月   |           |
| ユリウス暦       | 1375/2/2  | 3/3   | 4/2   | 5/2   | 5/31  | 6/30  | 7/29  | 8/28  | 9/26  | 10/26 | 11/24   | 12/23    |           |